# Renard volant des Philippines
Acerodon jubatus
Espèce
Synonymes
- Acerodon lucifer Elliot, 1896

Statut de conservation UICN

 EN A2cd : En danger
Statut CITES
Le Renard volant des Philippines (de l'anglais flying fox) ou Roussette à couronne dorée en français (Acerodon jubatus), est une chauve-souris frugivore rare des Philippines. C'est aussi l'une des plus grosses espèces de chauves-souris au monde.
Vivant dans les grottes et la forêt tropicale de Maitum, province de Sarangani, à l'extrême sud des Philippines, cette espèce est en voie d'extinction à cause du braconnage et de la destruction de son habitat naturel.
Ce mammifère volant a une envergure d'au moins 1,50 m et pèse environ 1,2 kg. Il peut mesurer jusqu'à 50 cm. Actif la nuit, il peut parcourir de longues distances en vol, jusqu'à 40 km pour se nourrir de divers fruits. Sa nourriture préférée est la figue mûre.
Le gouvernement local de Maitum a organisé une campagne pour sauver cette espèce rare et endémique de l'extinction.
Lorsqu'elles ne volent pas, ces roussettes vivent comme toutes les chauves-souris, la tête en bas. Leurs griffes sont si acérées que ces géantes dépouillent les arbres de leur écorce.
Leurs grandes ailes assurent une fonction subsidiaire. En effet, par temps froid, elles se couvrent avec, créant ainsi une double couche séparée par une couche d'air, une barrière très efficace pour conserver la chaleur. À l'inverse, par temps chaud, elles battent des ailes pour se rafraîchir. Au même titre que les éléphants le font avec leur oreilles, les vaisseaux sanguins qui parcourent leurs ailes permettent aux roussettes de rafraîchir l'ensemble du corps en abaissant la température du sang.

## Liste des sous-espèces
Selon MSW:

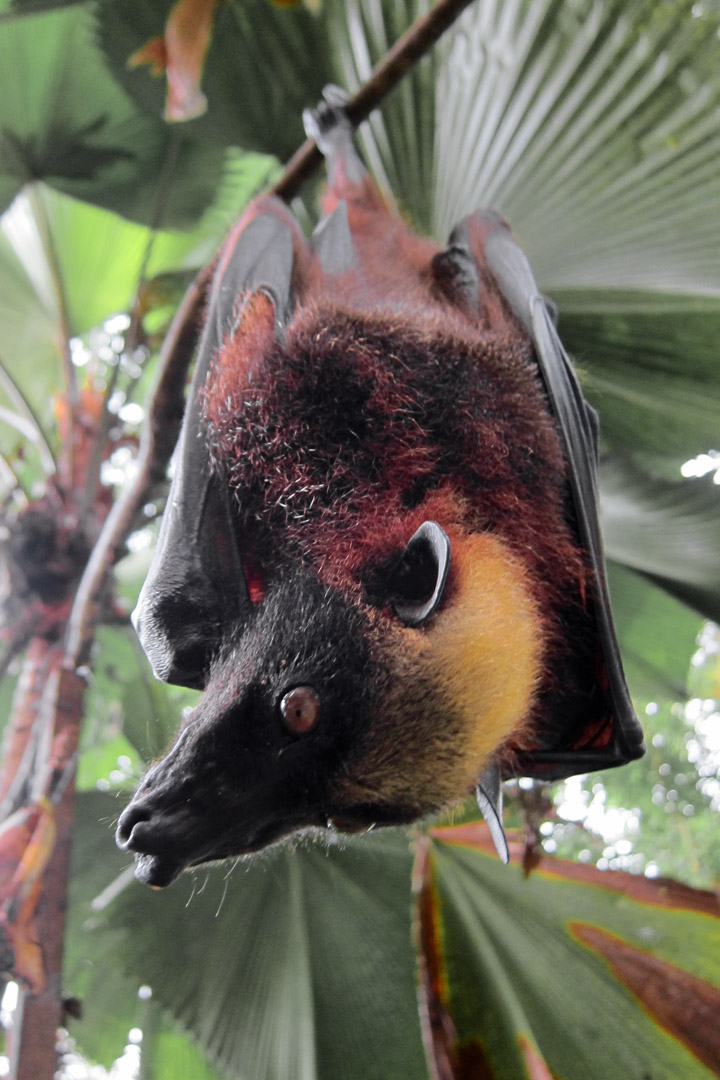
Une roussette à couronne dorée au repos sur l'île de Mindanao aux Philippines.

- sous-espèce Acerodon jubatus jubatus
- sous-espèce Acerodon jubatus lucifer
- sous-espèce Acerodon jubatus mindanensis